# Реймонд, Джейд
Джейд Ре́ймонд (англ. Jade Raymond, род. 28 августа 1975, Монреаль, Квебек) — бывший исполнительный продюсер Ubisoft Montreal и управляющий директор Ubisoft Toronto. В июле 2015 года присоединилась к Electronic Arts и основала Motive Studios, которая базируется в Монреале.

## Биография
Родилась 28 августа 1975 года в городе Монреаль, Канада. После целого лета, проведённого за компьютерными играми, она поняла, что может их создавать. После школы поступила и окончила колледж Марианаполис. Принимала участие в программе компьютерных исследований университета Макгилла. После окончания колледжа работала в компании Sony на должности игрового программиста. Там она принимала участие в создании первой исследовательской группы в онлайновом подразделении компании. Позже она пришла работать в Electronic Arts на должность продюсера The Sims Online. А в 2004 году, после семи лет, проведённых в Нью-Йорке и Сан-Франциско, она возвратилась в родной город Монреаль и начала свою работу в Ubisoft Montreal в качестве продюсера игры Assassin's Creed. Кроме того, Джейд была ведущей телепередачи Electric Playground игрового канала G4.
Летом 2009 года Джейд была назначена главой Ubisoft Toronto.
В июле 2015 года Реймонд снова присоединилась к Electronic Arts и основала в Монреале студию Motive Studios. Также она управляла калифорнийской Visceral Games, работая с дизайнером и сценаристом Эми Хенниг над проектом по кинофраншизе «Звёздные войны».
В марте 2019 года Джейд стала новым вице-президентом Google и главой игровой студии Google Stadia Games and Entertainment. В 2021 году она покинула студию и компанию Google на фоне новостей о сворачивании деятельности Google Stadia.
В 2021 году Раймод основала инди-студию Haven Studios для разработки эксклюзивного контента для игровых консолей PlayStation. Через год Sony Interactive Entertainment объявила о приобретении студии.

## Список работ
| Год  | Название                              | Компания         | Роль                                          | Примечания    |
| ---- | ------------------------------------- | ---------------- | --------------------------------------------- | ------------- |
| 2002 | The Sims Online                       | Electronic Arts  | продюсер                                      | [ 11 ]        |
| 2007 | Assassin’s Creed                      | Ubisoft          | продюсер                                      | [ 12 ] [ 13 ] |
| 2009 | Assassin's Creed II                   | Ubisoft          | исполнительный продюсер                       | [ 13 ]        |
| 2009 | Assassin's Creed: Bloodlines          | Ubisoft          | исполнительный продюсер                       | [ 13 ]        |
| 2013 | Tom Clancy's Splinter Cell: Blacklist | Ubisoft          | исполнительный продюсер                       | [ 13 ]        |
| 2014 | Watch Dogs                            | Ubisoft          | исполнительный продюсер                       | [ 11 ] [ 13 ] |
| 2014 | Assassin's Creed Unity                | Ubisoft          | управляющий директор                          | [ 14 ]        |
| 2014 | Far Cry 4                             | Ubisoft          | управляющий директор                          | [ 14 ]        |
| 2015 | The Mighty Quest for Epic Loot        | Ubisoft Montreal | исполнительный продюсер                       | [ 11 ]        |
| 2017 | Battlefront II                        | Electronic Arts  | старший вице-президент и генеральный менеджер | [ 14 ]        |